# 岡田正志
岡田 正志（おかだ まさし、1958年〈昭和33年〉8月6日 - ）は、日本の実業家。岡山県出身。東急不動産代表取締役社長を務めた。

## 経歴
1958年（昭和33年）岡山県出身。岡山県立玉島高等学校卒業。
1982年、大阪大学工学部卒業。新卒で東急不動産入社。
2005年、都市事業本部関西ビル事業部統括部長。
2010年、執行役員。
2014年、取締役常務執行役員。
2017年、取締役専務執行役員。
2019年、取締役上級執行役員副社長および東急不動産ホールディングス取締役執行役員。
2020年、代表取締役社長および社長執行役員に就任。